# Quận Calhoun, Alabama
Quận Calhoun là một quận thuộc tiểu bang Hoa Kỳ Alabama. Quận được đặt tên theo John C. Calhoun, thượng nghị sĩ Thượng viện Hoa Kỳ của tiểu bang South Carolina. Dân số năm 2000 của quận là 112.249 người. Quận này là một phần của Khu vực thống kê đô thị Anniston-Oxford. Quận lỵ là Anniston.
Quận được lập ngày 18 tháng 12 năm 1832 với quận lỵ ở Jacksonville. 